# Lista över Preussens utrikesministrar
Detta är en lista över Preussens utrikesministrar. Efter det tyska kejsardömets grundande 1871 innehades posten normalt av rikskanslern. Under Chlodwig zu Hohenlohe-Schillingsfürst (1894–1900) innehades den istället av Tysklands utrikesminister.

## Preussens utrikesministrar 1768–1918
- Ewald Friedrich von Hertzberg 1768–1791
- August Friedrich Ferdinand von der Goltz 1808–1814
- Karl August von Hardenberg 1814–1818
- Christian Günther Bernstorff 1818–1832
- Friedrich Ancillon 1832–1837
- Heinrich Wilhelm von Werther 1837–1841
- Mortimer von Maltzan 1841–1842
- Heinrich von Bülow 1842–1845
- Karl Ernst Wilhelm von Canitz und Dallwitz 1845–1848
- Adolf Heinrich von Arnim-Boitzenburg 19–21 mars 1848
- Heinrich Alexander von Arnim 21 mars–20 juni 1848
- Alexander von Schleinitz 20–27 juni 1848
- Rudolf von Auerswald 27 juni–7 september 1848
- August Heinrich Hermann von Dönhoff 7 september–2 november 1848
- Friedrich Wilhelm von Brandenburg 2 november–23 februari 1849
- Heinrich Friedrich von Arnim-Heinrichsdorff-Werbelow 24 februari–3 maj 1849
- Friedrich Wilhelm von Brandenburg 3 maj–2 juli 1849
- Alexander von Schleinitz 3 juli 1849–26 september 1850
- Joseph von Radowitz 26 september–2 november 1850
- Otto Theodor von Manteuffel 2 november 1850–5 september 1858
- Alexander von Schleinitz 5 september 1858–12 juli 1861
- Albrecht von Bernstorff 10 oktober 1861–8 oktober 1862
- Otto von Bismarck 23 november 1862–20 mars 1890
- Leo von Caprivi 20 mars 1890–29 oktober 1894
- Adolf Hermann Marschall von Bieberstein 29 oktober 1894–19 oktober 1897
- Bernhard von Bülow 19 oktober 1897–10 juli 1909
- Theobald von Bethmann Hollweg 14 juli 1909–13 juli 1917
- Georg Michaelis 16 juli–2 december 1917
- Georg von Hertling 2 december 1917–3 oktober 1918
- Maximilian av Baden 3 oktober–9 november 1918